# Edymar Martínez
Edymar Martínez (Puerto La Cruz, 10 luglio 1995) è una modella venezuelana incoronata Miss International 2015 il 5 novembre 2015 a Tokyo.
Nella stessa competizione, Marinez è stata premiata dalla giuria con il riconoscimento speciale di Miss Perfect Body.